# Chassigny-sous-Dun
Chassigny-sous-Dun este o comună în departamentul Saône-et-Loire, Franța. În 2009 avea o populație de 601 de locuitori.

## Evoluția populației
| An        | 1975 | 1982 | 1990 | 1999 | 2006 | 2009 |
| --------- | ---- | ---- | ---- | ---- | ---- | ---- |
| Populație | 580  | 632  | 567  | 558  | 584  | 601  |